# Régime de terreur
Guerre d'indépendance de la Colombie
Batailles
m
Première république (1810-1815)
- Bajo Palacé
- Magdalena
- Admirable
- Guerre Civile
- Nariño dans le Sud
- Río Palo
- Tolú

Reconquête espagnole (1815-1819)
- Carthagène des Indes
- Cachirí
- Cuchilla del Tambo
- La Plata
- Régime de terreur

Campagne libératrice (1819)
- Paya
- Passage des Andes
- Corrales
- Gámeza
- Pantano de Vargas
- Boyacá

Grande Colombie (1819-1824)
- Campagne fluviale et navale
- Campagne de Pasto

La période dite du « Régime de terreur » (espagnol : Régimen del terror) est en Colombie la période de la Guerre d'indépendance qui dure de 1816, après la reconquête espagnole de la Nouvelle-Grenade par le corps expéditionnaire du général Pablo Morillo, jusqu'en 1819, lorsque Simón Bolívar lance depuis le Venezuela voisin la campagne libératrice qui chasse définitivement les Espagnols du pays.
Au cours de cette période, de nombreuses personnalités ayant rejoint la cause de l'indépendance sont jugées et exécutées pour trahison. D'autres réussissent à fuir en attendant des jours meilleurs pour reprendre la lutte.

## Contexte
En 1816, la cause de l'indépendance néo-grenadine a failli. Le régime fédéraliste mis en place par les Provinces-Unies de Nouvelle-Grenade en 1811 a favorisé les querelles entre les provinces au cours de ce que l'historiographie colombienne a appelé la Patria Boba (Patrie idiote). La campagne de Nariño dans le sud pour soumettre les royalistes de San Juan de Pasto se solde par la capture de Nariño et une défaite majeure qui ébranle l'embryonnaire armée néo-grenadine. Après que Simón Bolívar, à la suite du refus de Carthagène des Indes de lui apporter le soutien nécessaire à mâter les royalistes de Santa Marta, décide de s'exiler vers la Jamaïque, plus rien n'est en mesure de s'opposer au corps expéditionnaire qu'envoie l'Espagne après le retour du roi Ferdinand VII sur son trône.
C'est donc de manière plutôt aisée (sauf pour la reprise de Carthagène des Indes) que Morillo parvient à reconquérir la Nouvelle-Grenade, la faible armée néo-grenadine étant facilement détruite lors de la bataille de la Cuchilla del Tambo, le 29 juin 1816.

## Les institutions du régime de Terreur
Promu maréchal, Morillo confie à Juan de Sámano le commandement de Santa Fé de Bogotá à titre de commandant général de Nouvelle-Grenade. Le 23 octobre 1816, Sámano arrive à Bogotá, où il commence un programme de répression sans l'approbation du vice-roi Francisco Montalvo y Ambulodi. 
Il établit trois tribunaux : 
- le Conseil de guerre permanent, habilité à prononcer la peine de mort contre les rebelles ;
- le Conseil d'épuration, habilité à juger les rebelles qui ne méritent pas cette peine;
- la Junta de Secuestros (commission des saisies), destinée à saisir les biens des autres personnes compromises dans la rébellion.

## Conséquences
De nombreux patriotes colombiens sont exécutés pour trahison parmi lesquels Camilo Torres, Jorge Tadeo Lozano, Francisco José de Caldas, Manuel Rodríguez Torices, Manuel de Bernardo Álvarez, José María Carbonell, Antonio Villavicencio, Policarpa Salavarrieta, Custodio García Rovira et Joaquín Camacho. D'autres, comme Francisco de Paula Santander se réfugient dans les plaines orientales d'où ils mènent des actions de guérilla et de renseignement afin de permettre à Bolívar et ses troupes, de retour au Venezuela depuis la réussite de l'expédition de los Cayos à la fin de l'année 1816, de venir libérer la Nouvelle-Grenade.
Outre cette répression sanglante qui vise à décapiter la classe dirigeante locale, les exactions de l'armée de "pacification", qui pille et tue sans contrôle, se comportant comme en terre ennemie, exaspèrent jusqu'aux hacenderos les plus royalistes. En moins de trois ans, loin d'avoir ramené la population néo-grenadine à des sentiments royalistes, les Espagnols ont au contraire creusé un fossé infranchissable de haine et d'incompréhension. Trop faibles pour expulser eux-mêmes les Espagnols, les néo-grenadins n'attendent donc plus qu'un libérateur, qui viendra du Venezuela en mai 1819.